# Manfred Baur
Manfred Baur (* 1959 in Marktoberdorf) ist ein deutscher Autor und Dokumentarfilmer.
Baur studierte Chemie, Logik und Wissenschaftstheorie und wurde in Chemie promoviert. Danach war er als Wissenschaftlicher Mitarbeiter in der Halbleiterentwicklung tätig. Seit 1993 ist er Dokumentarfilmer und Wissenschaftsjournalist. So verfasste er mehrere Bände der Was-ist-was-Reihe.
Baur ist Vater zweier Kinder.

## Filmographie (Auswahl)
- 1999: Feuer im Eis
- 2001: Die Odyssee des Menschen
- 2006: Metropolis II – Cities of the Dark Ages
- 2003–2007: Metropolis – Die Macht der Städte
- 2009: Die Eroberung der Alpen

## Bibliografie
- 2013: WAS IST WAS Geheimnis Tiefsee, ISBN 9783788620707
- 2013: WAS IST WAS Haie, ISBN 9783788620523
- 2013: WAS IST WAS Wale und Delfine, ISBN 9783788620349
- 2013: WAS IST WAS Planeten und Raumfahrt, ISBN 9783788620387
- 2013: WAS IST WAS Vulkane, ISBN 9783788620448
- 2014: WAS IST WAS Der Mond, ISBN 9783788620738
- 2015: WAS IST WAS Naturgewalten, ISBN 9783788620820
- 2015: WAS IST WAS Mikroskop, ISBN 9783788620967
- 2016: WAS IST WAS Weltatlas, ISBN 9783788621872
- 2016: WAS IST WAS Fossilien, ISBN 9783788620974
- 2016: WAS IST WAS Polargebiete, ISBN 9783788621001
- 2017: WAS IST WAS Welt der Pflanzen, ISBN 9783788621889
- 2018: BOOKii® WAS IST WAS Weltatlas, ISBN 9783788675080
- 2019: WAS IST WAS Klima, ISBN 9783788621100
- 2019: BOOKii® WAS IST WAS Flaggen der Welt, ISBN 9783788675103
- 2020: WAS IST WAS Naturwissenschaften easy! Physik. Einsteins Universum, ISBN 9783788676940
- 2020: WAS IST WAS Naturwissenschaften easy! Physik. Licht und Atome, ISBN 9783788676933
- 2020: WAS IST WAS Abenteuer Evolution, ISBN 9783788621940
- 2021: WAS IST WAS Naturwissenschaften easy! Biologie. Die Viren und wir, ISBN 9783788676957
- 2021: WAS IST WAS Der Mars, ISBN 9783788621124
- 2021: WAS IST WAS Naturwissenschaften easy! Biologie. Die Zelle, ISBN 9783788676964
- 2022: WAS IST WAS Naturwissenschaften easy! Chemie. Elementar!, ISBN 9783788676971
- 2022: WAS IST WAS Naturwissenschaften easy! Chemie. Reaktiv!, ISBN 9783788677008
- 2022: WAS IST WAS Weltraumatlas, ISBN 9783788621971
- 2023: WAS IST WAS Dinosaurier und andere Urzeittiere, ISBN 9783788621193
- 2024: WAS IST WAS Planeten, ISBN 9783788677077
- 2024: WAS IST WAS Dinosaurier, ISBN 9783788677107
- 2025: WAS IST WAS Schleim, ISBN 9783788681906
- 2025: WAS IST WAS Vulkane, ISBN 9783788681784
- 2025: WAS IST WAS Der Mensch, ISBN 9783788681913
- 2025: WAS IST WAS Naturwissenschaften easy! Schwarze Löcher!, ISBN 9783788677015